# Lake of the Woods

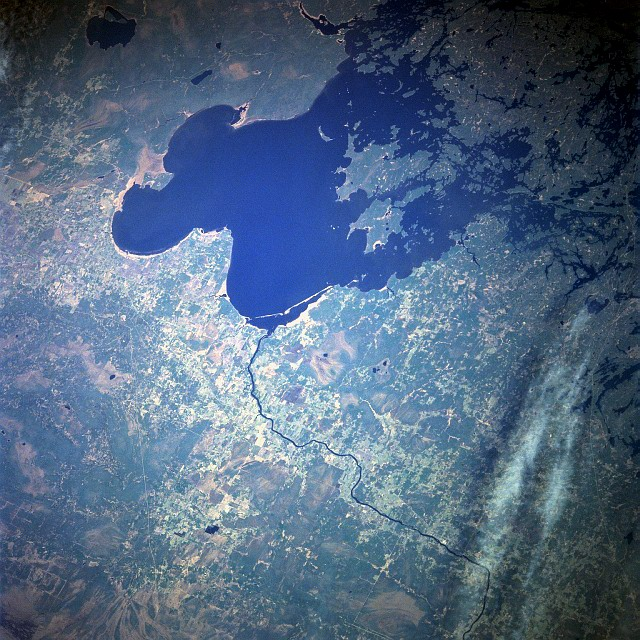
Satellitbild av Lake of the Woods med tilloppet Rainy River

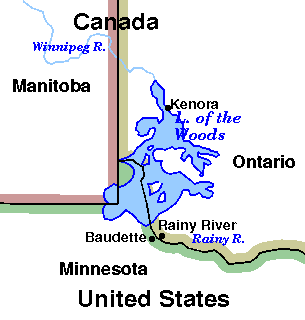
Karta som visar Lake of the Woods läge.

Lake of the Woods, på franska Lac des Bois, är en sjö på gränsen mellan USA och Kanada. Den utgör en del av delstaten Minnesota på USA-sidan och av provinserna Ontario och Manitoba på den kanandensiska sidan.
En liten exklav med samhället Angle Township på västra sidan av sjön tillhör Minnesota, men kan bara nås sjövägen från USA eller till lands via Kanada. Gränsen reglerades i det Anglo-Amerikanska fördraget 1818. 
Lake of the Woods får sitt vatten huvudsakligen från Rainy River och sjöarna Shoal Lake och Kakagi Lake. Lake of the Woods avvattnas av Winnipeg River.
Lake of the Woods är 120 kilometer lång och upp till 95 kilometer bred. Ytan är cirka 4 350 km², och sjön har mer än 14 000 öar samt en stor halvö – Aulneau Peninsula. Denna har fått sitt namn efter en av de 20 fransmän som dödades på en ö i sjön av siouxer 6 juni 1736.